# Wołodymyr Nowycki
Wołodymyr Stanisławowycz Nowycki, ukr. Володимир Станіславович Новицький (ur. 9 września 1947 w Rysowacie w obwodzie chmielnickim) – ukraiński polityk, chemik i naukowiec, w latach 2007–2010 minister polityki przemysłowej.

## Życiorys
Z wykształcenia inżynier chemik i technolog, absolwent instytutu techniczno-chemicznego w Dniepropetrowsku. Uzyskał stopień doktora w zakresie nauk technicznych. Pracował jako wykładowca akademicki, objął stanowisko profesora. W latach 1992–1995 był wiceministrem przemysłu. W latach 1999–2001 kierował urzędami centralnymi. W 2003 ponownie został wiceministrem do spraw polityki przemysłowej. 18 grudnia 2007 powołany na ministra polityki przemysłowej. Funkcję tę pełnił do 11 marca 2010.